# 1988年夏季残疾人奥林匹克运动会丹麦代表团
1988年夏季残疾人奥林匹克运动会丹麦代表团是丹麦派出的1988年夏季残疾人奥林匹克运动会代表团。获得23枚金牌、19枚银牌和22枚铜牌。